# Рудопоље Брувањско
Рудопоље Брувањско је насељено мјесто у општини Грачац, југоисточна Лика, Република Хрватска.

## Географија
Рудопоље Брувањско је удаљено 13 км сјеверно од Грачаца.

## Историја
Рудопоље Брувањско се од распада Југославије до августа 1995. године налазило у Републици Српској Крајини.
Хрватска војска је 1995. године у операцији „Олуја” направила стравичан злочин и протерала сво српско становништво. После рата само мали део становништва се вратио својим огњиштима.

## Култура
Римокатоличка жупна црква посвећена Светим апостолима Петру и Павлу подигнута је 1748. године. За време Другог свјетског рата четници су је запалили и оставили само голе зидове. Обнова цркве започета је после рата 1990-их. Године 2004. обновљен је и звоник и у њега је постављено ново звоно. Око цркве је мјесно гробље.

## Становништво
Према попису становништва из 2011. године, насеље Рудопоље Брувањско је имало 31 становника.
| Националност       | 1991. | 1981. | 1971. | 1961. |
| Срби               | 203   | 273   | 377   | 504   |
| Хрвати             | 6     | 5     | 15    | 70    |
| Југословени        | 3     | 2     | 3     |       |
| остали и непознато |       |       | 1     | 1     |
| Укупно             | 212   | 280   | 396   | 575   |

| Демографија | Демографија | Демографија |
| Година      | Становника  | Становника  |
| ----------- | ----------- | ----------- |
| 1961.       | 575         |             |
| 1971.       | 396         |             |
| 1981.       | 280         |             |
| 1991.       | 212         |             |
| 2001.       | 31          |             |
| 2011.       |             | 31          |

## Попис 1991.
На попису становништва 1991. године, насељено место Рудопоље Брувањско је имало 212 становника, следећег националног састава:
| Попис 1991.‍ | Попис 1991.‍ | Попис 1991.‍ | Попис 1991.‍ | Попис 1991.‍ |
| ----------- | ----------- | ----------- | ----------- | ----------- |
|             |             |             |             |             |
| Срби        | Срби        |             | 203         | 95,75%      |
| Хрвати      | Хрвати      |             | 6           | 2,83%       |
| непознато   | непознато   |             | 3           | 1,41%       |
| укупно: 212 |             |             |             |             |